# James Lee Kauffman
James Lee Kauffman (geboren 18. Januar 1886 in Columbia, Pennsylvania (USA); gestorben 1968) war ein US-amerikanischer Rechtsanwalt und Lehrer, der in Japan tätig war.

## Leben und Werk
James Lee Kauffman war der Sohn von Christian C. Kauffman und dessen Frau Margaret, geborene Wilson. 1908 wurde er Bachelor of Arts, Princeton University und 1911 Bachelor of Laws, cum laude, Harvard University.
Von 1909 bis 1911 war er Herausgeber der Harvard Law Review. 1911 wurde er als Rechtsanwalt am Obersten Gericht von Pennsylvania zugelassen. Gleichzeitig begann er als Rechtsanwalt in Lancaster zu arbeiten. 1912 wurde er am  New York Court of Appeals zugelassen.
Kauffman ging 1913 nach Japan und wirkte bis 1919 als Professor für englisches und amerikanisches Recht an der kaiserlichen Universität Tokio. Er war in Tokio Seniorpartner in der Kanzlei „Mclvor, Kauffman & Christensen“. Später gründete Kauffman ein Architekturbüro und war zuständig für Marunouchi-Gebäude und andere modernen Bauten in Tokio.
Nach dem Zweiten Weltkrieg beriet Kaufmann den Supreme Commander for the Allied Powers beim wirtschaftlichen Wiederaufbau des Landes und organisierte die Unterstützung durch ausländisches Kapital. Er wurde für seine Verdienste von der japanischen Seite mit dem Orden der aufgehenden Sonne ausgezeichnet.

## Publikationen
- James Lee Kauffman (Newsweek Report): GHQ/SCAP Records, Economic and Scientific Section. Office of the Chief Serie: General Subject File, 1945-52: 1947.11-1947.11.